# NHK人間講座
NHK人間講座（エヌエイチケイにんげんこうざ）は、NHK教育で1999年4月5日から2005年3月30日まで毎週月曜日から水曜日の23:00 - 23:30（のちに22:25 - 22:50）に放送されたテレビ番組である。再放送は翌週の同じ曜日の5:05 - 5:30、1か月後の火曜日 -（木曜日の26:00 - 26:25（水曜日 -（金曜日の2:00 - 2:25）である。以前は、『NHK市民大学』、『NHK人間大学』という番組名で放送された（副音声解説放送実施）。

## 概要
各曜日ごとに出演者が異なり、各界を代表する著名人を2か月ごと（2001年3月までは月 - 木曜日の放送で3か月ごと）の交代で講師として招き、専門家の立場で様々な角度からの評論や視点を放送した。
なお、2005年4月4日よりこの枠（月曜日 - 木曜日の22:25 - 22:50。再放映あり）では『知るを楽しむ』が放送される。
年2回程度行われる放送設備の集中メンテナンス（保守・整備）のある週は地域によって停波（放送できない）となる場合があるため、その週の再々放送は金曜深夜（土曜未明）の1:00 - 2:15にも3本一括放送するため再放送が3回行われる形にて放映された。また通常通り放送する地域も、1:30にジャンクション映像を挿入（休止地区はその旨のお知らせを放送）する関係上、2:01 - 2:26の放送に変更された。また2005年4月の再々放送は新編成に伴う処置として火曜日深夜2:00 - 2:50（月、火曜日放送分）、水曜日深夜2:00 - 2:25（水曜日放送分）で放送した。
テーマ曲は篠原敬介が担当。

## テキスト
各講義ごとのテキストが日本放送出版協会（NHK出版）より発行された。

## 放送された講座
- 1999年4月 - 6月期
  - 月曜日：私のギリシャ神話（阿刀田高）
  - 火曜日：21世紀型民富論（竹中平蔵）
  - 水曜日：生命誌の世界（中村桂子）
  - 木曜日：フィレンツェ・美の謎空間（宮下孝晴）
- 1999年7月 - 9月期
  - 月曜日：歌謡曲って何だろう（阿久悠）
  - 火曜日　近代はアジアの海から（川勝平太）
  - 水曜日：20世紀の化学物質（常石敬一）
  - 木曜日：1998ノーベル賞 21世紀の英知（ジョゼ・サラマーゴ（ノーベル文学賞）、ジョン・ヒューム（ノーベル平和賞）、デビッド・トリンブル（ノーベル平和賞）、フェリド・ムラド（ノーベル生理学・医学賞））
- 1999年10月 - 12月期
  - 月曜日：漂泊の俳人（金子兜太）
  - 火曜日：論語紀行　孔子の素顔を探る（坂田新）
  - 水曜日：ロボットから人間を読み解く（舘暲）
  - 木曜日：狂言ってどんな芝居 庶民が生んだ笑いの芸能（茂山千之丞）
- 2000年1月 - 3月期
  - 月曜日：パリ・奇想の20世紀（荒俣宏）
  - 火曜日：宮本常一が見た日本（佐野眞一）
  - 水曜日：東アフリカ・色と模様の世界（福井勝義）
  - 木曜日：文珍流・落語への招待（桂文珍）
- 2000年4月 - 6月期
  - 月曜日：釈迦と女のこの世の苦（瀬戸内寂聴）
  - 火曜日：漱石先生の手紙（出久根達郎）
  - 水曜日：沖縄からアジアを見る（陳舜臣）
  - 木曜日：建築に夢をみた（安藤忠雄）
- 2000年7月 - 9月期
  - 月曜日：現代に生きる聖書（曾野綾子）
  - 火曜日：21世紀の論理を求めて（加藤尚武）
  - 水曜日：謎とき昆虫記（矢島稔）
  - 木曜日：徳川三代の人間学（童門冬二）
- 2000年10月 - 12月期
  - 月曜日：追悼もまた文学なり（嵐山光三郎）
  - 火曜日：戦争のない世紀のために（入江昭）
  - 水曜日：トラウマの真理（小西聖）
  - 木曜日：自画像を描くまなざし（粟津則雄）
- 2001年1月 - 3月期
  - 月曜日：女歌の百年 愛のうたの系譜（道浦母都子）
  - 火曜日：宇宙からの贈り物 ユニバソロジの世界観（毛利衛）
  - 水曜日：養生訓の世界 人生の達人・貝原益軒（立川昭二）
  - 木曜日：日本人の法と正義 私の弁護体験から（中坊公平）
- 2001年4月 - 5月期
  - 月曜日：言葉の力・詩の力（ねじめ正一）
  - 火曜日：“きれい社会”の落とし穴 人と寄生虫の共生（藤田紘一郎）
  - 水曜日：朝鮮通信使 江戸日本への善隣使節（仲尾宏）
- 2001年6月 - 7月期
  - 月曜日：作家の誕生（猪瀬直樹）
  - 火曜日：地中海都市のライフスタイル（陣内秀信）
  - 水曜日：日本人とスポーツ（玉木正之）
- 2001年8月 - 9月期
  - 月曜日：天才の栄光と挫折（藤原正彦）
  - 火曜日：サムライたちの海（白石一郎）
  - 水曜日：音のかなたへ 京都・アジア・ヨーロッパの音風景（中川真）
- 2001年10月 - 11月期
  - 月曜日：清張さんと司馬さん（半藤一利）
  - 火曜日：ものづくりの時代（小関智弘）
  - 水曜日：現代によみがえる歎異抄（コサミョン）
- 2001年12月 -（2002年1月期
  - 月曜日：人間をみつめる（渡辺淳一）
  - 火曜日：「学歴社会」という神話 戦後教育を読み解く（苅谷剛彦）
  - 水曜日：日本人の創った色（吉岡幸雄）
- 2002年2月 - 3月期
  - 月曜日：生命の未来図（柳澤桂子）
  - 火曜日：超・美術鑑賞術（森村泰昌）
  - 水曜日：反骨のジャーナリスト（鎌田慧）
- 2002年4月 - 5月期
  - 月曜日：豊かさはどこへ行くのか（堺屋太一）
  - 火曜日：イスラーム世界を読む（小杉泰）
  - 水曜日：進化の隣人チンパンジー（松沢哲郎）
- 2002年6月 - 7月期
  - 月曜日：大好きな韓国（四方田犬彦）
  - 火曜日：「日本人論」再考（船曳建夫）
  - 水曜日：発酵は力なり 食と人類の知恵（小泉武夫）
- 2002年8月 - 9月期
  - 月曜日：「終戦日記」を読む（野坂昭如）
  - 火曜日：女性俳人の系譜（宇多喜代子）
  - 水曜日：武士道の思想 日本型組織と個人の自立（笠谷和比古）
- 2002年10月 - 11月期
  - 月曜日：敗者から見た明治維新（早乙女貢）
  - 火曜日：住まいから家族を見る（藤原智美）
  - 水曜日：茶の文化史　喫茶のはじまりから煎茶へ（小川後楽）
- 2002年12月 -（2003年1月期
  - 月曜日：戦場から届いた遺書（辺見じゅん）
  - 火曜日：宇宙からみる生命と文明（松井孝典）
  - 水曜日：絵本のよろこび（松居直）
- 2003年2月 - 3月期
  - 月曜日：人はなぜ歌うのか（永六輔）
  - 火曜日：新・魯迅のすすめ（藤井省三）
  - 水曜日：風景を楽しむ　風景を創る（中村良夫）
- 2003年4月 - 5月期
  - 月曜日：国際コンクールの光と影（中村紘子）
  - 火曜日：真理への旅人たち　物理学の20世紀（米沢富美子）
  - 水曜日：空海　平安のマルチ文化人（頼富本宏）
- 2003年6月 - 7月期
  - 月曜日：映画を見る眼 映像の文体を考える（小栗康平）
  - 火曜日：生涯現役社会をめざして（清家篤）
  - 水曜日：虫たちの地球（海野和男）
- 2003年8月 - 9月期
  - 月曜日：森から未来をみる（C・Wニコル）
  - 火曜日：若者の心のSOS（斉藤環）
  - 水曜日：「男らしさ」という神話（伊藤公雄）
- 2003年10月 - 11月期
  - 月曜日：美は時を越える（千住博）
  - 火曜日：文明共存の道を求めて（高山博）
  - 水曜日：「古の武術」に学ぶ（甲野善紀）
- 2003年12月 -（2004年1月期
  - 月曜日：こんにちは 一葉さん 明治・東京に生きた女性作家（森まゆみ）
  - 火曜日：南極大陸 その自然を読み解く（渡辺興亜）
  - 水曜日：日本語を問いなおす（石川九楊）
- 2004年2月 - 3月期
  - 月曜日：三国志の英傑たち（北方謙三）
  - 火曜日：「ユビキタス社会」がやってきた（坂村健）
  - 水曜日：みやこの円熟 江戸期の京都文化史再考（芳賀徹）
- 2004年4月 - 5月期
  - 月曜日：いまを生きるちから（五木寛之）
  - 火曜日：可能性の建築 人間と空間を考える（岡部憲明）
  - 水曜日：京料理千二百年和の味の追求（熊倉功夫）
- 2004年6月 - 7月期
  - 月曜日：私のジャズ物語 ロング・イエロー・ロード（秋吉敏子）
  - 火曜日：おもかげの国 うつろいの国 日本の「編集文化」を考える（松岡正剛）
  - 水曜日：患者が主役 命によりそう医療（鎌田實）
- 2004年8月 - 9月期
  - 月曜日：人を動かす 組織を動かす（星野仙一）
  - 火曜日：数学の愛し方（ピーター・フランクル）
  - 水曜日：茶のこころ 世界へ（千玄室）
- 2004年10月 - 11月期
  - 月曜日：絵とイマジネーション（安野光雅）
  - 火曜日：いま平和とは 「新しい戦争の時代」に考える（最上敏樹）
  - 水曜日：大局を見る 米長流・将棋と人生（米長邦雄）
- 2004年12月 -（2005年1月期
  - 月曜日：ようこそ「マザーグース」の世界へ（鷲津名都江）
  - 火曜日：人間性の進化史 サル学で見るヒトの未来（正高信男）
  - 水曜日：だます心 だまされる心（安斎育郎）
- 2005年2月 - 3月期
  - 月曜日：人生・愛と美の法則（美輪明宏）[4]
  - 火曜日：「共生経済」が始まる 競争原理を超えて（内橋克人）
  - 水曜日：ウイルス 究極の寄生生命体（山内一也）